# BSG80 - The Return of Starbuck
The Return of Starbuck is de tiende en laatste aflevering van de Amerikaanse sciencefictionserie Galactica 1980.

## Rolverdeling

### Hoofdrollen
- Commander Adama - Lorne Greene
- Boomer - Herbert Jefferson, Jr.
- Kapitein Troy - Kent McCord
- Luitenant Dillon - Barry Van Dyke
- Jamie Hamilton - Robyn Douglass
- Dokter Zee - Patrick Stuart

### Gastrollen
- Luitenant Starbuck - Dirk Benedict
- Angela - Judith Chapman
- Cyrus - Rex Cutter
- Stem van Cyrus - Gary Owens

## Synopsis
Aan boord van het ruimtevlaggenschip Galactica onthult dokter Zee aan commandant Adama, dat hij telkens een terugkerende droom heeft over een koloniale strijder, genaamd Starbuck. Adama bevestigt het bestaan van Starbuck en vraagt aan dokter Zee zijn hele droom aan hem te vertellen. Aldus begint dokter Zee met het vertellen van zijn droom.
Veertien jaar eerder tijdens hevige gevechten tussen de Cylon-robots en de vloot van de Galactica werd Starbucks ruimteschip-jager Viper zwaar beschadigd. Zijn collega Boomer zag hem afdalen, gevangen door de zwaartekracht naar een woestijnachtige desolate planeet. De vloot kon echter niet terugkeren om Starbuck te redden, omdat de Cylons bleven aanvallen en zij moesten vluchten.
Na zijn landing op de planeet vindt Starbuck een neergestorte Cylon Raider. Hij weet een van de Cylons, van het type Centurion, op te knappen met de intentie hem als gezelschap te gebruiken. In eerste instantie keert de robot zich tegen hem, omdat Starbuck een mens is, maar ze komen er al snel achter dat ze elkaar nodig hebben en sluiten vriendschap. Starbuck noemt de Cylon Cyrus, of kortweg Cy.
Na verloop van tijd vindt Cy vanuit het niets een zwangere vrouw. Starbuck raakt helemaal gefixeerd door deze mysterieuze vrouw en probeert voor haar te zorgen. Cy wordt hierdoor jaloers. In het begin zegt de vrouw helemaal niets, maar na een tijdje begint ze te praten. Ze vertelt Starbuck, dat er gevaar op komst is en dat daarom Starbuck en Cy een klein ruimteschip moeten bouwen uit de restanten van hun neergestorte ruimteschepen. Starbuck en Cy besluiten dit schip te bouwen. Nadat het schip voltooid is, bevalt de vrouw van haar kind. Daarna krijgen ze in de gaten, dat er een Cylonpatrouille op de planeet is geland. Nog voordat de Cylonpatrouille hen vindt, plaatst Starbuck de vrouw met haar baby in het zelfgemaakte schip en verstuurt hij het naar het moederschip Galactica.
Vlak hierna komt de Cylonpatrouille op het spoor van Starbuck en Cy. Cy verdedigt Starbuck tegen zijn eigen volk maar laat hierbij het leven, nadat hij twee van de drie Centurions heeft uitgeschakeld. Starbuck schakelt vervolgens de laatste Centurion uit. Cy is echter onherstelbaar beschadigd en Starbuck is weer alleen op de planeet. Daarna verschijnt de geest van de mysterieuze vrouw vanop een heuvel en spreekt een oordeel uit over Starbuck als zijnde een zeer goed mens. Hierna verdwijnt de geest de van vrouw even mysterieus als ze gekomen was.
Na dit verhaal onthult Adama aan dokter Zee, dat de vrouw en het kind in het schip door de Galactica gevonden zijn en dat het kind dokter Zee zelf is.